# Emilija Stojmenova Duh
Emilija Stojmenova Duh, makedonsko-slovenska računalničarka in političarka; * 25. december 1985, Vinica, Makedonija.
Od junija 2022 do septembra 2024 je bila ministrica digitalno preobrazbo Republike Slovenije. 26. septembra 2024 je odstopila s položaja.

## Mladost in izobraževanje
Rojena je bila v Vinici v Makedoniji, v Maribor se je preselila leta 2002,  ko je prejela štipendijo agencije Ad Futura za šolanje v okviru mednarodne mature, ki ga je izvajala II. gimnazija Maribor. Študij je zaključila na Fakulteti za elektrotehniko, računalništvo in informatiko. Doktorski študij je zaključila leta 2013.

## Kariera
Po diplomi se je kot mlada raziskovalka zaposlila v podjetju Iskratel. Po zaključku doktorskega študija se je zaposlila na Fakulteti za elektrotehniko v Ljubljani, kjer je trenutno izredna profesorica na Katedri za informacijsko-komunikacijske tehnologije. Tam je vodila tudi digitalno stičišče 4PDIH, partnerstvo med Fakulteto za elektrotehniko in Skupnostjo občin Slovenije, ki ozavešča o pomenu digitalizacije.
Med 2014 in 2016 je bila vodja Demola Slovenija, dela mednarodne mreže Demol. Od februarja leta 2018 do oktobra 2019 je bila izvršna direktorica Digitalnega inovacijskega stičišča Slovenije. Bila je članica upravnega odbora Javne agencije za raziskovalno dejavnost Republike Slovenije, trenutno je članica strokovnega sveta Zavoda za zaposlovanje RS.
Bila je finalistka izbora Inženirka leta 2018 ter nominirana za Slovenko leta 2021.

## Politika

### Strateški svet za digitalizacijo
Dne 10. aprila 2021 je bila imenovana kot članica novega posvetovalnega telesa predsednika vlade, in sicer v Strateški svet za digitalizacijo, ki ga je vodil Mark Boris Andrijanič. Kasneje je 7. junija 2021 iz sveta izstopila, kot razlog je navedla zapravljene priložnosti za financiranje razvojnih projektov.

### Kandidatura na Državnozborskih volitvah 2022
Stojmenova Duh je kandidirala tudi na državnozborskih volitvah 2022, nastopila je na listi Socialnih demokratov, in sicer v Mariboru v 7. volilni enoti. Ker za poslanko ni bila izvoljena, je 10. maja 2022 prestopila v stranko Gibanje Svoboda.

### Ministrica za digitalno preobrazbo
1. junija 2022 je bila imenovana na funkcijo ministrice za digitalno preobrazbo v 15. slovenski vladi pod vodstvom Roberta Goloba. Po potrditvi sprememb zakona o vladi na referendumu novembra 2022 je Službo vlade za digitalno preobrazbo nadomestilo samostojno ministrstvo, njen mandat je avtomatično prenehal, predsednik vlade pa jo je predlagal za ministrico.
Ministrstvo za digitalno preobrazbo je oktobra 2023 kupilo 13 tisoč novih prenosnih računalnikov in za nakup odštelo šest milijonov evrov. Ministrici je bilo očitano, da gre za tehnološko precej zastarele izdelke in da naj bi si posel enakovredno razdelila štiri podjetja. Pojavile so se tudi razlike v izjavah, komu bodo računalniki namenjeni; ministrstvo je trdilo, da jih bodo v uporabo dobili v vrtcih in šolah, sama ministrica pa, da so namenjeni socialno ogroženim otrokom. Ministrstvo je sicer kasneje pojasnilo, da so namenjeni trem skupinam: ranljivim skupinam prebivalstva, vrtcem in osnovnim šolam ter prizadetim v avgustovskih poplavah 2023. Januarja 2024 so na ministrico zopet leteli očitki o zastarelosti naprav ter da naj na ministrstvu ne bi vedeli, kje računalniki so. V stranki SDS so zahtevali sklic skupne seje odborov DZ za notranje zadeve in javno upravo ter za izobraževanje, znanost in mladino. Ministrica Stojmenova Duh je očitke vnovič zavrnila in na tiskovni konferenci pojasnila, da so razdelili 39 od skupno 13 tisoč računalnikov, skladiščeni pa so na varnem. Poslanec Jernej Vrtovec je zato sklical sejo Komisije za nadzor javnih financ. Zmeda je nastala, ker je upravičencev po trenutnem zakonu pol milijona. Na seji KNJF sta državna sekretarja z ministrstva povedala, da bodo zakon novelirali, ter pojasnila, da so sprva z razpisom naročili 10 tisoč računalnikov, po poplavah pa še 3 tisoč, saj da se je ob poplavnih terenskih obiskih zdelo, da so potrebe večje.
25. septembra 2024 je v javnost prišla še informacija, da je službeno vozilo ministrice Stojmenove Duh na službeni poti v Ženevo, maja 2024, prekoračilo hitrost ter vklopilo modre luči, kar ni dovoljeno. Ministrstvo je zato julija 2024 dobilo poziv avstrijske policije, naj ji posreduje informacijo, kdo je vozil vozilo in torej storil prometni prekršek, a je ministrstvo namesto informacije avstrijski policiji poslalo dopis slovenskemu veleposlaništvu na Dunaju, v katerem ga je pozvalo, naj avstrijske organe zaprosi, da odstopijo od morebitnega kazenskega pregona. Tudi predstavniki koalicije so po tem razkritju izrazili željo, naj Golob v luči zgodbe sprejme razumno odločitev. Dan kasneje, 26. septembra, sicer dan pred napovedano drugo interpelacijo, je ministrica po množičnih pozivih podala odstopno izjavo, ki jo je premier istega dne tudi sprejel.

## Zasebno
Poročena je s fizikom Andrejem Duhom (*1969).